# Pedro Nolasco Estrada Aristondo
Pedro Nolasco Estrada Aristondo (?-1804) es un compositor clásico y maestro de capilla guatemalteco.

## Vida
Pedro Nolasco Estrada Aristondo, miembro de una familia de músicos cuyos dos hermanos también fueron músicos catedralicios, fue aprendiz y oficial del maestro Rafael Antonio Castellanos en la Catedral de Guatemala. En esta agrupación, que era la principal de la América Central colonial conocida como el Reino de Guatemala, fue primer violín y cantor, a la que ingresó a principios de la década del 1780. En 1797 fue nombrado por el cabildo eclesiástico como maestro de capilla, después de un interinato de Miguel Pontaza. A juzgar por escritos contemporáneos de los músicos de la agrupación, Estrada Aristondo era violinista y cantor de gran habilidad, así como hábil y fecundo compositor. Una generación más tarde, sin embargo, José Eulalio Samayoa criticaría la gestión de Estrada. Después de su fallecimiento en 1804, fue sucedido por Vicente Sáenz como maestro de capilla. 

## Obras
Villancicos y cantatas para maitines
- En los brazos de la aurora (1780)
- Niño mío (1783)
- Con nueva palma (1784)
- Paso a paso (1784)
- Adorad mortales (1785)
- O lágrimas devotas (1786)
- Xacarilla xacarilla (1786)
- Un preceptor (1786)
- Diga ¿a quién busca? (1787)
- Con afecto (1787)
- Las zagalejas de antaño (1787)
- Un Rodrigón (1787)
- Levante pues (1788)
- Milagrosa infanta (1788)
- Demócrito y Heráclito
- Ruega Jesús (1789)
- No son rayos, no (1789)
- Venid atended (1790)
- Ea pastorcillos (1790)
- Hoy que el mayor (1790)
- Por más que las furias, cantata (1790)
- No os ausentéis mi bien (1798)

Obras sacras
- Misa en Do mayor, 2 tiples y órgano
- Misa en Sol mayor, 2 tiples y órgano
- Subvenite Sancti Dei, coro a 4 voces, 2 violines y órgano

## Enlaces
- «Pedro Nolasco Estrada Aristondo» en la Biblioteca Coral de Dominio Público (CPDL).

## Audiciones recomendadas
- Por más que las furias, cantata (1790): ver grabación de Cristina Altamira en Joyas del Barroco en Guatemala.  Archivado el 27 de septiembre de 2007 en Wayback Machine.

- Datos: Q1348007